# Amblyopone impressifrons
Amblyopone impressifrons är en myrart som beskrevs av Carlo Emery 1869. Amblyopone impressifrons ingår i släktet Amblyopone och familjen myror. Inga underarter finns listade i Catalogue of Life.

## Bildgalleri

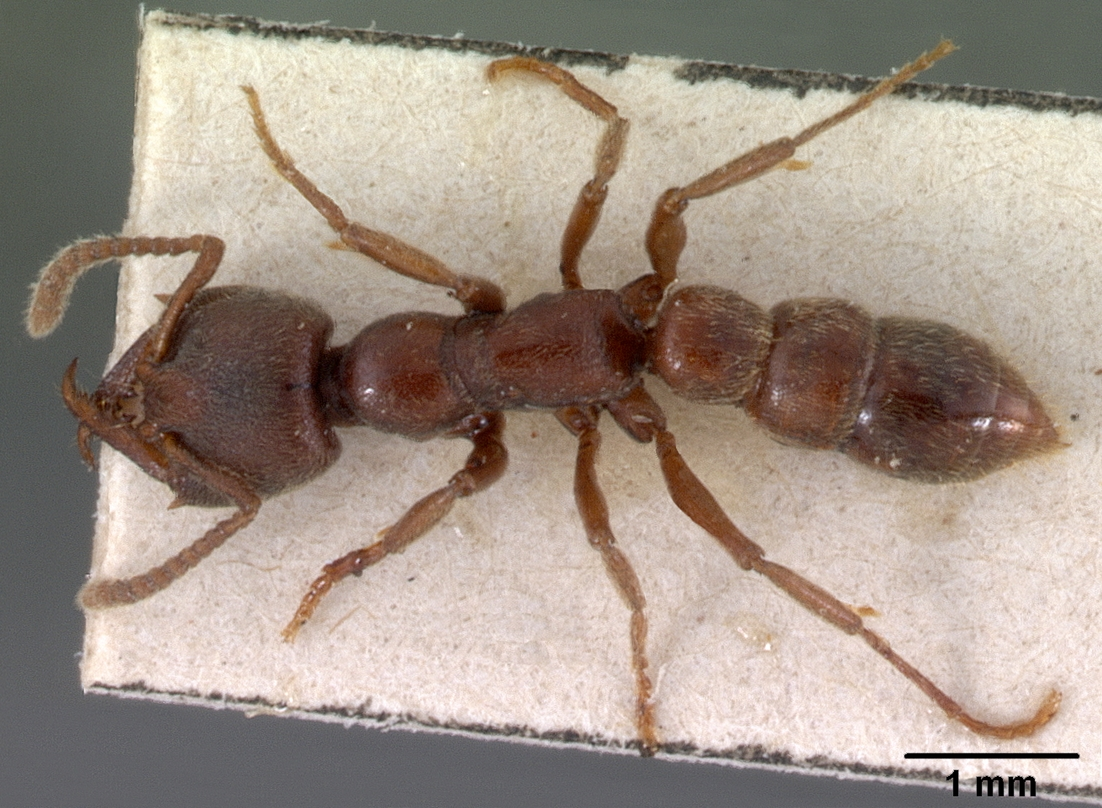
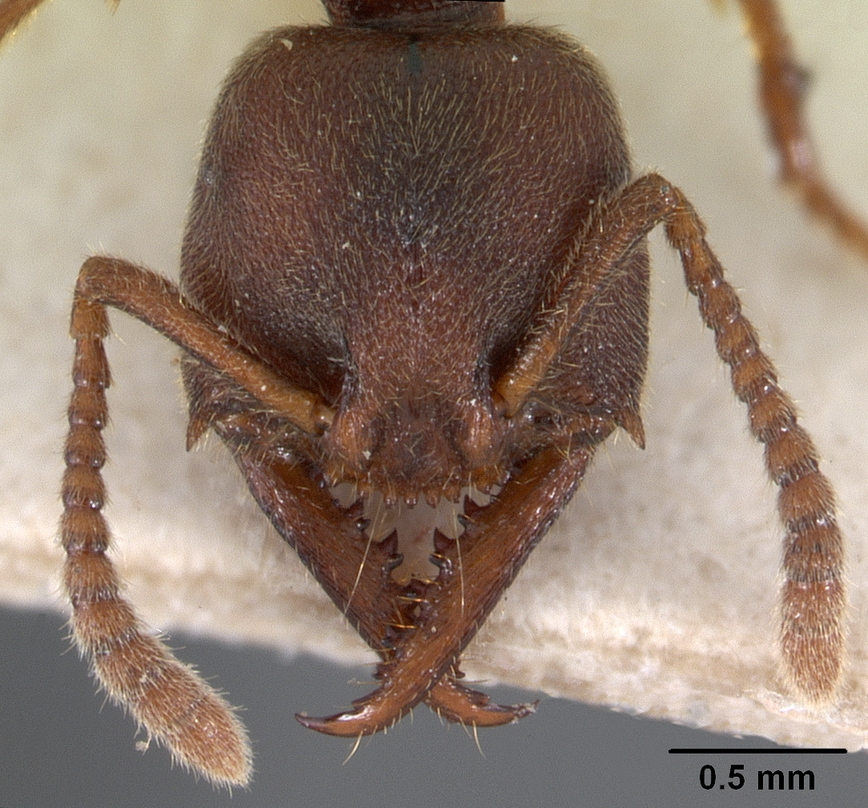
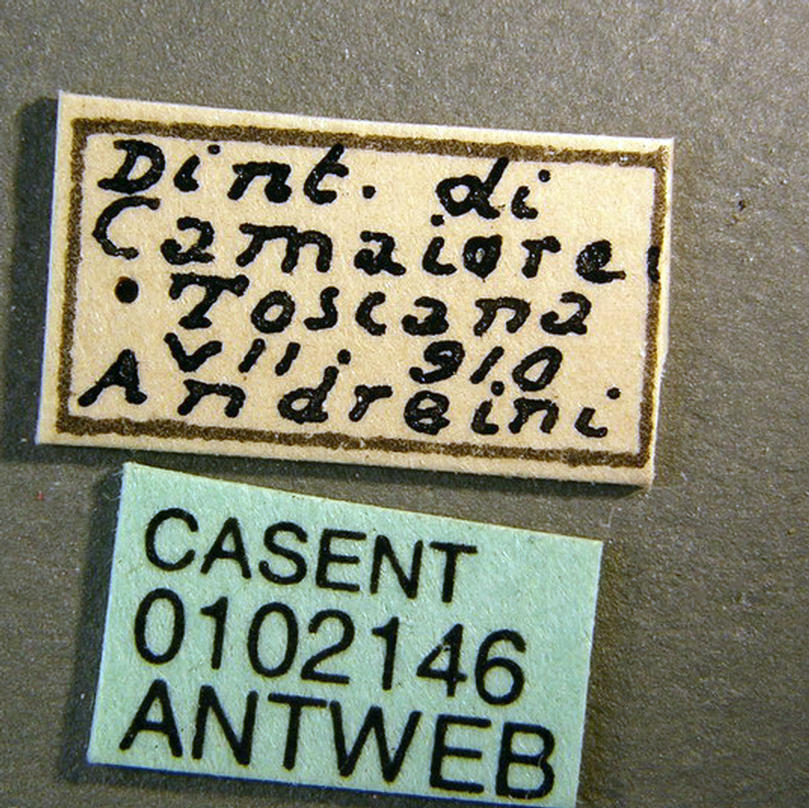
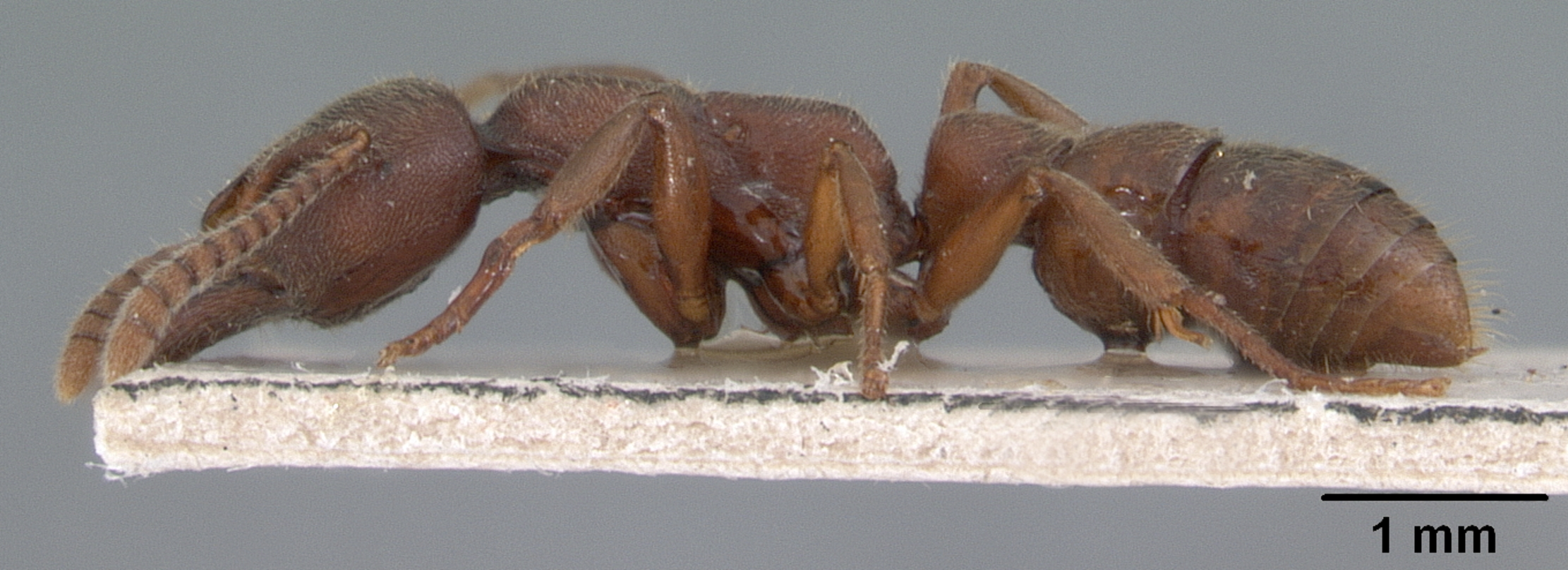
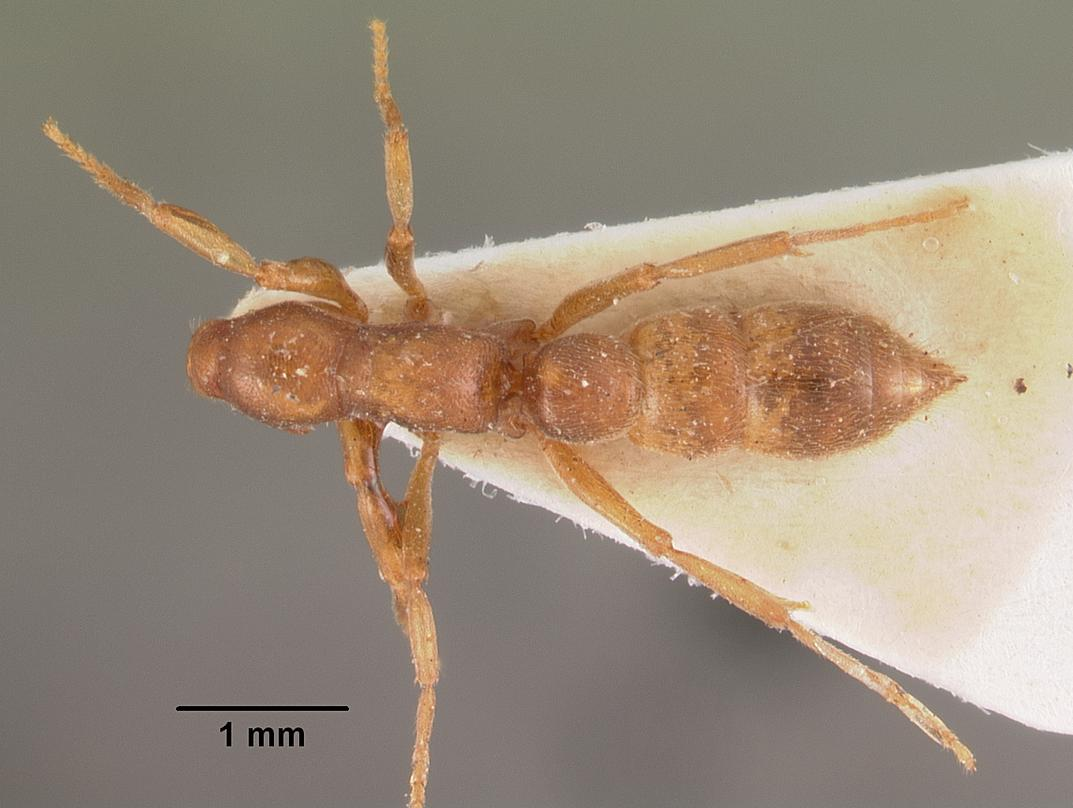
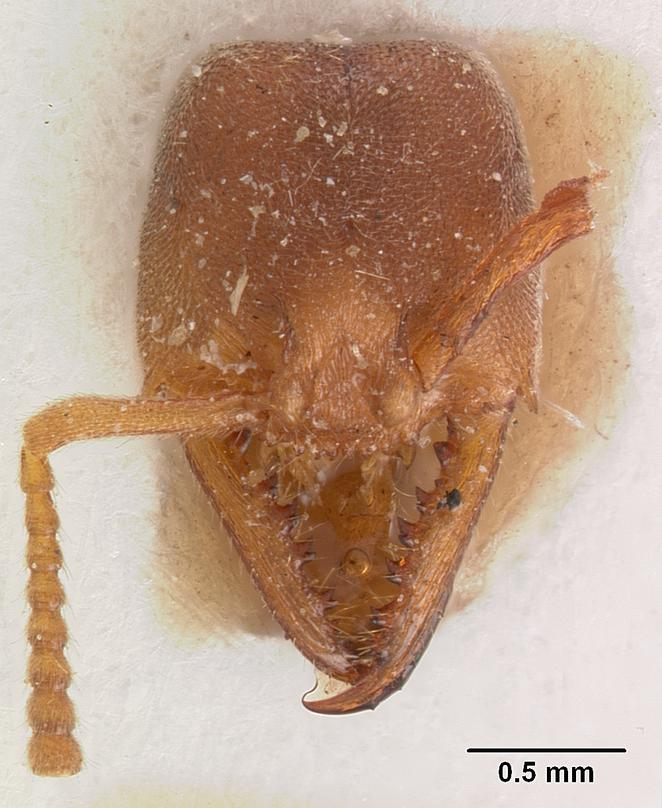